# Općinska nogometna liga Šibenik 1987./88.
Općinska nogometna liga Šibenik je bila liga šestog stupnja nogometnog prvenstva Jugoslavije u sezoni 1987./88. 

Sudjelovalo je 5 klubova koji su igrali četverokružnim liga sustavom, a prvak je bila momčad "Gaćeleza". 

## Ljestvica
| mj. | klub                    | ut. | pob. | ner. | por. | gol+ | gol- | bod |
| --- | ----------------------- | --- | ---- | ---- | ---- | ---- | ---- | --- |
| 1.  | Gaćelezi                | 16  |      |      |      |      |      | 24  |
| 2.  | Borac Gračac            | 16  |      |      |      |      |      | 21  |
| 3.  | Razvitak Unešić         | 16  |      |      |      |      |      | 16  |
| 4.  | Polet Zablaće (Šibenik) | 16  |      |      |      |      |      | 16  |
| 5.  | Ražine Šibenik          | 16  |      |      |      |      |      | 6   |

## Rezultatska križaljka
| kratica | klub                    | BOR | GAĆ | POL | RAZ | RAŽ |
| --- | ----------------------- | --- | --- | --- | --- | --- |
| BOR | Borac Gračac            |     |     |     |     |     |
| GAĆ | Gaćelezi                |     |     |     |     |     |
| POL | Polet Zablaće (Šibenik) |     |     |     |     |     |
| RAZ | Razvitak Unešić         |     |     |     |     |     |
| RAŽ | Ražine Šibenik          |     |     |     |     |     |
| |                         |     |     |     |     |     |
| podebljan rezultat - utakmice od 1. do 5. te od 11. do 15. kola (1. i 3. utakmica između klubova) rezultat normalne debljine - utakmice od 6. do 10. te od 16. do 20. kola (2. i 4. utakmica između klubova) rezultat nakošen - nije vidljiv redoslijed odigravanja međusobnih utakmica iz dostupnih izvora rezultat nakošen i smanjen * - iz dostupnih izvora nije uočljiv domaćin susreta prekrižen rezultat - poništena ili brisana utakmica p - utakmica prekinuta 3:0 p.f. / 0:3 p.f. - rezultat 3:0 bez borbe n.i. - utakmica nije igrana |                         |     |     |     |     |     |

 Izvori: 